# ルイス・ペーニャ
ルイス・マリオ・ペーニャ（Luis Mario Peña, 2006年11月13日 - ）は、ドミニカ共和国サマナ州エル・リモン出身のプロ野球選手（内野手）。右投右打。MLBのミルウォーキー・ブルワーズ傘下所属。

## 経歴
2024年1月にインターナショナル・フリーエージェントでミルウォーキー・ブルワーズと契約してプロ入り。傘下のルーキー級ドミニカン・サマーリーグ・ブルワーズでプロデビューし、44試合に出場して打率.393、1本塁打、36打点、39盗塁を記録した。
2025年はA級カロライナ・マドキャッツで開幕を迎えた。